# Gule Wamkulu
Gule Wamkulu (Grande Dança) é simultaneamente um culto secreto e uma dança ritual praticada pelo povo Chewa, uma tribo Bantu da África Central e Meridional, e o maior grupo étnico do Malawi. O Gule Wamkulu, praticado no Malawi, Moçambique e Zâmbia, foi dançado pelos membros da irmandade Nyau, uma sociedade secreta de homens iniciados. Na sociedade matrilinear tradicional dos Chewa, onde os homens casados desempenham um papel bastante marginal, a irmandade Nyau era um meio de criar um contrapeso e solidariedade entre os homens de várias aldeias. Os membros Nyau permaneceram como responsáveis pela iniciação dos jovens para a vida adulta e pela representação do Gule Wamkulu no final do processo de iniciação, celebrando a integração de homens adultos jovens na sociedade.

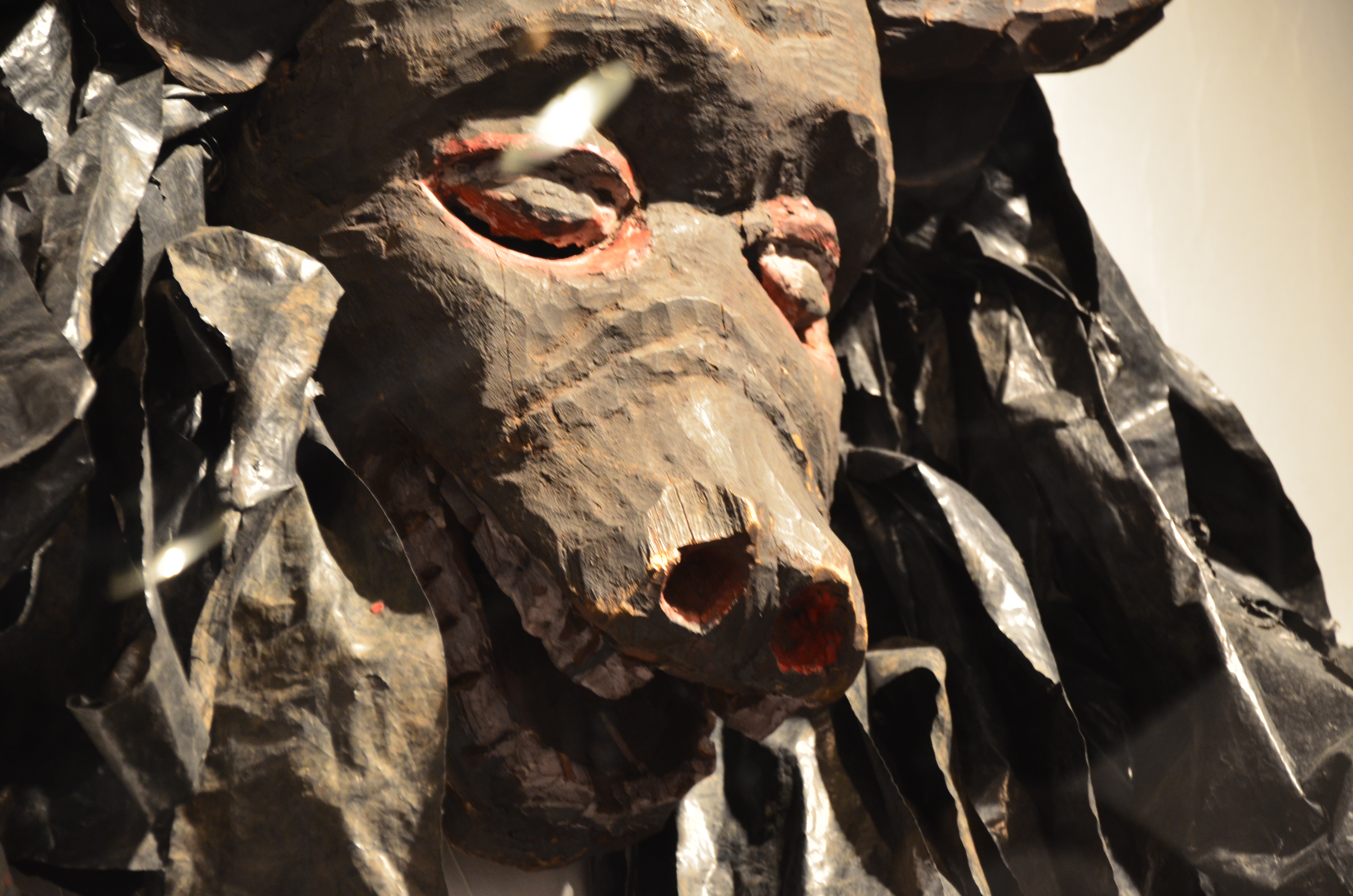
Máscara para o Gule Wamkulu

O Gule Wamkulu tem lugar na época seguinte à colheita de julho, mas também pode ser visto em casamentos, funerais, no início de funções de um chefe ou por ocasião da sua morte. Nessas ocasiões, os dançarinos Nyau usam fantasias e máscaras feitas de madeira e palha, representando uma variedade de personagens, tais como animais selvagens, espíritos dos comerciantes de escravos mortos, bem como personagens mais recentes, como o "Honda" ou o "helicóptero". Cada um desses personagens desempenha o papel de alguém, muitas vezes malvado, que ilustra uma forma de má conduta que serve para ensinar os valores morais e sociais públicos. Esses personagens realizam danças com energia extraordinária, entretendo e assustando o público como representantes do mundo dos espíritos e dos mortos.
O Gule Wamkulu remonta ao grande império Chewa do século XVII. Apesar dos esforços dos missionários cristãos para abolir este costume, o ritual conseguiu sobreviver sob o domínio colonial britânico, adotando alguns aspetos do cristianismo. Portanto, os homens Chewa tendem a ser membros de uma igreja cristã e também de uma sociedade Nyau. No entanto, as representações do Gule Wamkulu têm perdido a sua função e o seu significado original, permanecendo como simples diversão para turistas ou ao serviço de interesses políticos.
O Gule Wamkulu foi integrado pela UNESCO em 2008 na lista representativa do Património Cultural Imaterial da Humanidade, após ter sido proclamado em 2005 como obra-prima do patrimônio cultural imaterial.